# Yukako Kawai
Yukako Kawai (en japonés: 川井友香子, Kawai Yukako, 27 de agosto de 1997) es una deportista japonesa que compite en lucha libre. Su hermana Risako compite en el mismo deporte.
Participó en los Juegos Olímpicos de Tokio 2020, obteniendo una medalla de oro en la categoría de 62 kg. Ganó dos medallas en el Campeonato Mundial de Lucha, plata en 2018 y bronce en 2019.

## Palmarés internacional
| Juegos Olímpicos   | Juegos Olímpicos       | Juegos Olímpicos  | Juegos Olímpicos |
| Año                | Lugar                  | Medalla           | Categoría        |
| ------------------ | ---------------------- | ----------------- | ---------------- |
| 2020               | Tokio (Japón)          | Medalla de oro    | 62 kg            |
| Campeonato Mundial |                        |                   |                  |
| Año                | Lugar                  | Medalla           | Categoría        |
| 2018               | Budapest (Hungría)     | Medalla de plata  | 62 kg            |
| 2019               | Nursultán (Kazajistán) | Medalla de bronce | 62 kg            |